# Johannes Busereuth

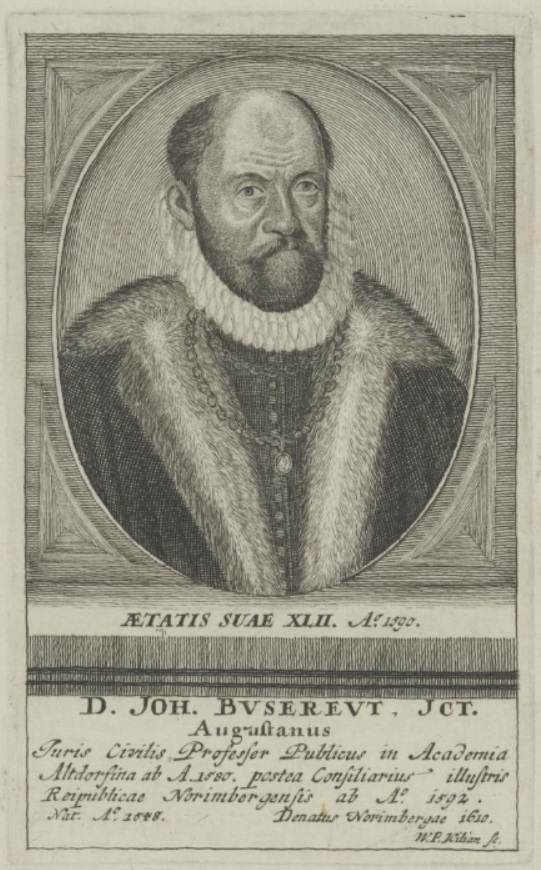
Johannes Busereuth, 1590 im Alter von 42 Jahren. Kupferstich von Wolfgang Philipp Kilian

Johannes Busereuth oder Busenreuth (auch Johann Busenreut, Busereit oder Bussenreutter, * 29. September 1548 in der Reichsstadt Augsburg; † 21. April 1610 in der Reichsstadt Nürnberg) war ein deutscher Rechtswissenschaftler, Hochschullehrer an der Akademie Altdorf und Verwaltungsjurist in Nürnberg.

## Leben
Johannes Busereuth war ein Sohn des Schneiders Caspar Buesenreit und der Ottilia Hieber († 1572). Seine Eltern waren nicht unvermögend (non pauperrimi). Busereuth besuchte das Gymnasium bei St. Anna in Augsburg, das von Rektor Hieronymus Wolf geleitet wurde, dessen Amanuensis (Sekretär) er eine Zeitlang gewesen ist. Über seinen Lehrer Wolf verfasste Busereuth ein – heute verlorenes – Manuskript. Unter Busereuths Lehrern waren auch Magister Leonhard Bavarus († nach 1581) – ein Verwandter seiner Großmutter Anna Bayer –, Matthias Schenck und der spätere Rektor Simon Fabricius (1533–1593). 1565–1566 wirkte Nikolaus von Reusner als Lehrer an der Schule.

### Präzeptor der Familie Hainzel und Studium
Seit 1567 war Busereuth Präzeptor (Privatlehrer) der Kinder des Augsburger Bürgermeisters und Ratsbürgers Johann Baptist Hainzel, der auch seine Ausbildung förderte. Hainzel schenkte dem Hauslehrer seiner Söhne „Jo. Buesenreit“ zum Beispiel eine Ausgabe der Sumaria Vber die gantze Biblia deß alten vnd neuwen Testaments.

#### Tübingen
Am 17. Februar 1569 immatrikulierte sich Johannes Busenreut Augustanus das erste Mal an der Universität Tübingen, wohin ihn Hainzel geschickt hatte, damit er das akademische Leben kennenlerne. Nach kurzer Zeit kehrte er nach Augsburg zurück. Dem Augsburger Arzt und Naturforscher Achilles Pirminius Gasser widmete Busereuth im März 1570 eine Festschrift.

#### Straßburg

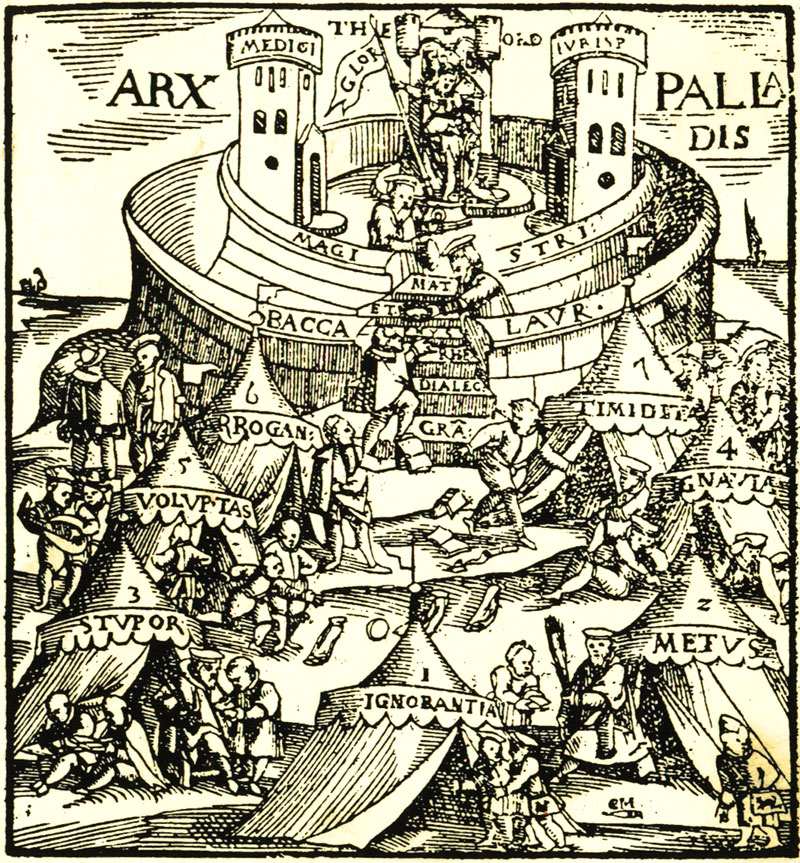
Allegorische Darstellung der Straßburger Akademie, Holzschnitt 1578

Im selben Jahr wurde er mit sechs Söhnen und Neffen Hainzels, die er als Präzeptor unterrichtete, an die Straßburger Akademie geschickt. Busereuth nahm zunächst ein Studium der Philosophie und Theologie auf. Mit Johannes Pappus, Professor der hebräischen Sprache, und zwei Söhnen des Johannes Marbach, Erasmus Marbach (1548–1593) und Philipp Marbach, stand er in freundschaftlichem Kontakt. Busereuth wechselte bald an die Medizinische Fakultät. In Straßburg erwarb Busereuth 1574 ein Exemplar der Fabricia des Anatomen Andreas Vesalius, das heute in der University of Western Ontario aufbewahrt wird. Sein Studium in Straßburg schloss er 1574 als Magister artium ab.

#### Tübingen
Am 7. Februar 1575 immatrikulierte sich „Joannes Bussenreutter Augustanus“ zum zweiten Mal in Tübingen. Mit ihm kamen als seine Schüler Johannes Baptist II. Haintzel (1556–1638), Johann Friedrich Haintzel (1557–1633), Hans Jakob Haintzel (1558–1611), Hans Ludwig Haintzel (1560–1602), Markus (Marx) Thenn d. J. (1559–1620), Johann Ulrich Vöhlin und Johann Paulus Vöhlin. In Tübingen verfasste Johannes Busenreut unmittelbar nach seiner Immatrikulation am 9. Februar 1575 ein lateinisches Gedenkblatt für den Studenten Bartholomä Welser (1557–1628).

#### Lauingen
1576 bis 1578 besuchte Johannes Busereuth mit seinen Schülern das Pfalz-Zweibrücken-Neuburger Gymnasium illustre Lauingen. Nikolaus von Reusner, der 1566 aus Augsburg nach Lauingen gekommen war, hatte 1572 das Rektorat der Schule und einen Lehrstuhl für Rechtswissenschaft übernommen. 1581 bedachte Reusner in einer Veröffentlichung fünf der Schüler Busereuths mit Gedichten.
In Lauingen trug sich Busereuth in das Stammbuch von Georg Salzhuber († 1615) ein, nach der Rückkehr aus Lauingen trug er sich in Augsburg in das Stammbuch von Christoph Pfister dem Jüngeren (* um 1535/40; † um 1602) ein.

#### Tübingen
Mit Hans Jakob Haintzel, Hans Ludwig Haintzel, Abraham Katzbeck (Katzpöck) von Katzenstein (1561–1614) zu Thurnstein auf Oberhausen und Markus Thenn bezog „M. Joannes Busaret“ am 19. April 1578 wiederum die Universität Tübingen, während seine älteren Schüler nach Italien gegangen waren. In Tübingen vermittelte „Joannes Busereutus“ mit Unterstützung seines Dienstherrn Johann Baptist Hainzel und des Augsburger Pfarrers Christoph Neuberger (1531–1598) griechische Handschriften aus der Augsburger Stadtbibliothek an Martin Crusius. Busereut trug sich wie seine Schüler in ein Stammbuch von Stephan Gerlach ein.
Aus Anlass des Wechsel der Studentengruppe an die Universität Basel verfassten Tübinger Kommilitonen und Professoren im Sommer 1579 eine Festschrift mit Propemptika (Geleitgedichten). An der Verabschiedungs-Schrift beteiligten sich Caspar Bucher, Georg Eckhard der Ältere († 1583), Nicodemus Frischlin, Kaspar Kratzer, Christoph von Schallenberg, Gabriel Steichele, Heinrich Welling und Jakob Rulich der Jüngere (1559–1612).

#### Basel
In Basel immatrikulierten sich die beiden Haintzel („Encelius“)-Söhne Hans Jakob und Hans Ludwig, Abraham Katzbeck und Markus Thenn mit ihrem gemeinsamen Präzeptor „M. Joan. Buseretus Augustanus“ am 14. Juni 1579. Busereuth hatte sich in Tübingen und Basel auf Wunsch seines Dienstherrn Haintzel dem Studium der Rechtswissenschaft gewidmet. Am 7. März 1580 wurde er zusammen mit Heinrich Reichhelm (1574–1622) aus Göttingen und Johannes Ulner aus Marburg unter Samuel Grynaeus (1539–1599) und Basilius Amerbach mit einer Disputation über den Gesellschaftsvertrag in den Digesten und im Codex Iustinianus (pro socio) zum Doktor beider Rechte promoviert. Den Druck widmete er seinen Schülern. Martin Crusius verfasste zu Ehren dieser Doktorpromotion ein griechisches Gedicht mit lateinischer Übersetzung. Busereuth bestätigte Crusius in einem Schreiben vom April 1580, dass eine griechische Handschrift aus Basel, die diesem von Ulrich Coccius (1525–1585) genannt Essig und Johann Jakob Grynaeus nach Tübingen ausgeliehen worden war, durch den Drucker Georg Gruppenbach nach der Frankfurter Frühjahrsmesse an Grynaeus zurückgegeben worden war.
Johannes Busereuth verblieb für ein weiteres halbes Jahr als Institutionarius in Basel und las über die Institutionen. Eine Heirat mit Maria Hotman, Tochter von Franciscus Hotomanus, schlug er aus.

### Professor in Altdorf

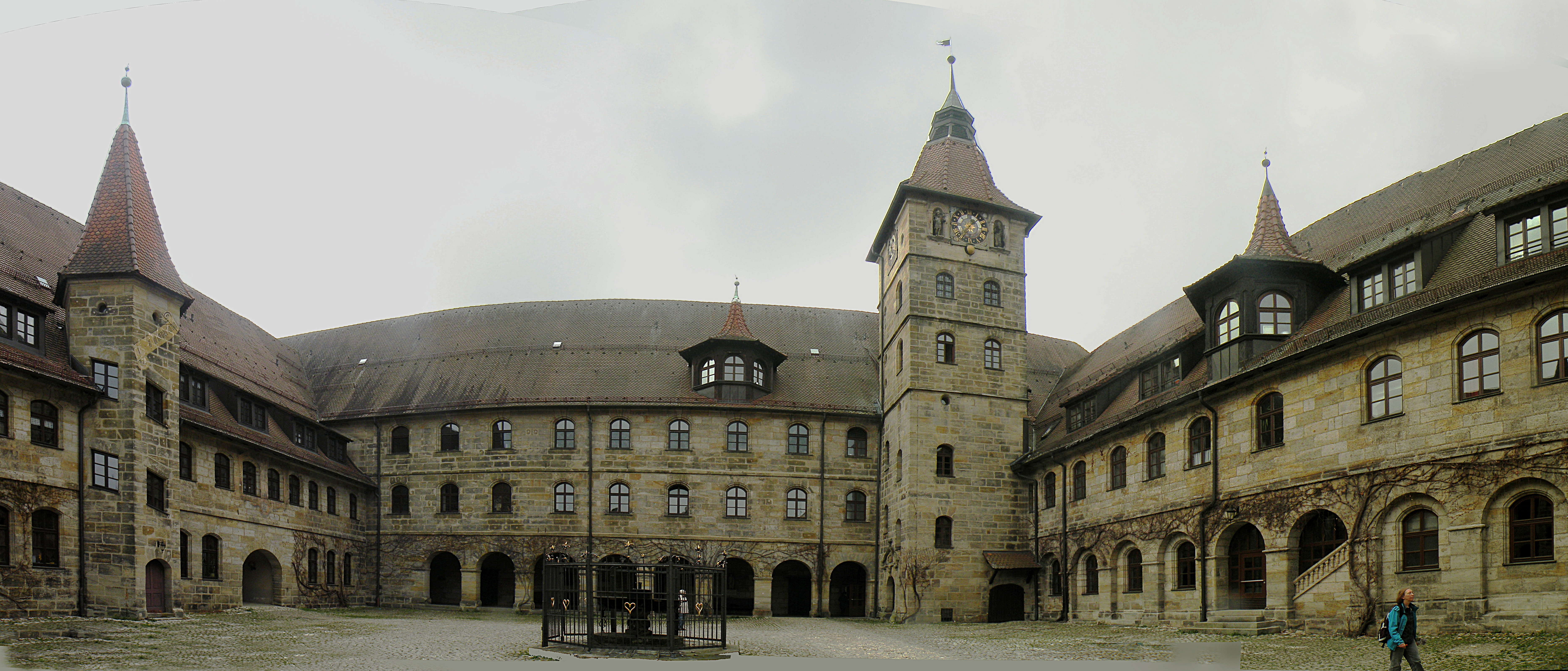
Ehemalige Universität Altdorf; der Ostflügel (rechts), das Auditorium Welserianum, wurde 1582 angebaut.

Busereuth nahm im Oktober 1580 einen Ruf als Rechtsprofessor an die junge Altdorfer Akademie an, die in diesem Jahr als Semiuniversitas privilegiert wurde und für ihre Philosophische Fakultät das Recht zur Magister-Promotion erhielt. Er kam bereits am St. Jakobs-Tag (25. Juli) 1580, der als Gründungstag der Akademie galt, in Altdorf an. Gleichzeitig mit ihm wurde Nicolaus Taurellus auf eine neue medizinische Professur berufen, dieser würdigte seinen Kollegen Busereuth 1581 in einer Widmungsvorrede. Beide Gelehrte waren von Hieronymus Wolf empfohlen worden.
Ursprünglich beabsichtigte Johann Busereuth, Sara Jenisch († nach 1588) zu heiraten, eine Tochter von David I. Jenisch (1526–1588) aus Augsburg. Durch Vermittlung von Hieronymus II. Baumgartner (1538–1602) entschied er sich dann aber kurzfristig, die Ehe mit der Nürnbergerin Maria Fürer zu schließen. Zu der Hochzeit gratulierten einige humanistische Dichter mit neulateinischen Festschriften, darunter Paul Melissus Schede, Busereuths Studenten Caspar Odontius (Zahner) (1547–1584) und Plato Matthias Schilher (* um 1560; † nach 1623) oder der erste Notarius (Aktuar) der Akademie Georg Pulmar († 1617).
In Altdorf soll Busereuth bei den Studenten weniger beliebt gewesen sein, einen ausschweifenden Lebensstil gepflegt und in „beweintem“ Zustand sogar auf Personen geschossen haben. Sein Verhältnis zu den juristischen Kollegen Hugo Donellus und Hubert Giphanius war nicht immer spannungsfrei. Busereuth wurde dennoch 1581 Prorektor, 1582/83 Vertreter des Adelsrektors Johann Christoph von Tschernembl (* um 1565; † 1605) und 1586/87 Rektor der Hochschule. Bei der Verleihung der ersten Magistertitel der neuen Akademie an Georg Pfaler (1549–1584), Georg Glacian (* um 1549; † 1607), Caspar Odontius und Georg Pulmar hielt Busereuth als Dekan der Philosophischen Fakultät 1581 die Festrede und stellte Prüfungsfragen. 1582 verweigerte Busereuth auf Anordnung der Scholarchen der Akademie als amtierender Prorektor die Druckfreigabe durch das Akademie-Siegel für die Disputationsthesen Disputatio medica et philosophica de procreatione hominis (= über die Zeugung des Menschen) von Nicolaus Taurellus und Martin Solfleisch dem Älteren († 1612). Die Scholarchen hielten die Ausarbeitung für „viel zu hoch und etwas schambar“. Taurellus lenkte schließlich ein und legte überarbeitete Thesen De partibus humani corporis (= Über die Teile des menschlichen Körpers) vor. Ab 1587 las Busereuth auf Anordnung der Scholarchen Digesten, seine bisherige Vorlesung über die Institutionen wurde Johann Stamler (1556–1624) übertragen. 1587 nahm er den 9-jährigen Christoph IV. Fürer von Haimendorf (1578–1653), einen Neffen seiner Frau, als Tischgänger bei sich auf.
Zu Busereuths Schülern gehörten Plato Matthias Schilher, Jakob Philipp Ulrich (* um 1560; † nach 1596), Christoph Held (1565–1613), Konrad Rittershausen, Salomon Rysiński († 1625), Hoyer Garze, Edo Hilderich von Varel und Heinrich Reiser. In Altdorf trug sich Busereuth in die Stammbücher von Hans Jakob Geuder von Heroldsberg (* nach 1563; † 1582), Conrad Müller († 1597), Georg Werner (1563–1624), Hieronymus Schaller († 1613), Heinrich Westendorp (* um 1575; † nach 1634) und Johann Engel (Engeln) von Engelsberg († nach 1610) ein.

### Rat der Stadt Nürnberg
Am 16. Mai 1592 folgte Johann Busereuth einem Ruf als Consiliarius (Rat) und Assessor des Stadtgerichts nach Nürnberg. Er wurde zunächst für einen Zeitraum von fünf Jahren berufen. Die Bestallung wurde 1597 um fünf und 1602 noch einmal um weitere vier Jahre verlängert. 1604 wurde Busereuth als Honoratior der Bürgerschaft in den Größeren Rat der „Genannten“ berufen. Das Amt am Stadtgericht lief 1606 aus, Busereuth blieb aber in schwierigeren Fällen weiterhin gegen Honorar als Ratskonsulent (juristischer Berater) der Stadt Nürnberg tätig. Er starb einen Monat nach seinem ältesten Sohn Johann Christoph, der am Anfang einer vielversprechenden akademischen Karriere am 18. März 1610 während eines Aufenthaltes an der Universität Franeker gewaltsam zu Tode gekommen war.
Johannes Busereuth wurde auf dem Nürnberger Johannisfriedhof beigesetzt, auf dem sein 1603 gefertigtes, von ihm selbst entworfenes Epitaph (Grab Nr. 1494), das auch die Wappen seiner beiden ersten Ehefrauen zeigt, noch erhalten ist. An seiner Beisetzung in Nürnberg nahmen nach einem Bericht des Nürnberger Ratskonsulenten Georg Remus (1561–1625) der amtierende Prorektor Andreas Dinner (1579–1633) sowie die Professoren Scipione Gentili, Jakob Schopper und Caspar Hofmann (Busereuths Schwiegersohn) aus Altdorf teil.
Ein theologisches Manuskript Reformatio Papatus, das nach Angabe des Nürnberger Kunsthändlers Georg Forstenhäuser (1584–1659) von dem Juristen „Johann Busenreiter“ verfasst worden war, wurde 1621 auf Veranlassung von Herzog August II. von Braunschweig-Wolfenbüttel postum durch Johann Arndt veröffentlicht.

## Wappen

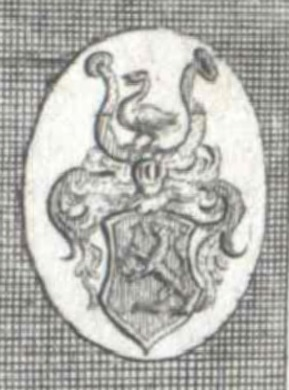
Wappen von Johannes Busereuth

Blasonierung: In Rot ein aufgerichteter Löwe mit einem dreiknotigen Schwanz (= eine nach rechts schauende Wildkatze?) in natürlicher Farbe, mit einem gefiederten, die Spitze aufwärts gekehrten Pfeil in der rechten Pranke. Helmzier: auf einem geschlossenen Turnierhelm ein Schwan zwischen zwei Büffelhörnern von blau und silber. Helmdecken rot und silbern.
Es handelt sich wohl um ein redendes Wappen: Buse (vgl. englisch puss) ist ein alemannisch-schwäbisches Wort für Katze. Das Wappen ließ sich Johann Busereut während seines Aufenthalts in Straßburg am 17. Oktober 1573 von dem Hofpfalzgrafen Wilhelm Böcklin von Böcklinsau verleihen.
Das Wappen des Bruders Karl Busenreut (Carol Bueßenreutter) ist fast identisch, zeigt aber einen zweigeschwänzten Löwen; der Wappenbrief für ihn wurde durch den Comes Palatinus Paulus Melissus Schede am 1. Oktober 1580 in Nürnberg ausgestellt.
Der Familienname leitet sich ursprünglich wahrscheinlich von der Wüstung Busenreutin (Reutti), heute Neu-Ulm, oder einer gleichnamigen Ortsbezeichnung ab.

## Familie
Johannes Busereuth war dreimal verheiratet:

⚭ I. 19. September 1580 mit Maria Fürer (1551–1599), Tochter des Nürnberger Landpflegers Christoph II. Fürer von Haimendorf (1517–1561) und der Magdalena Tetzel von Kirchensittenbach (1519–1585). Durch seine Frau kam Busereuth in den Besitz eines Fürer’schen Hauses in Gnadenberg. Ihre Kinder waren:
1. Maria Magdalena Busereut (1581–1656),[73] ⚭ 1607 Caspar Hofmann,[74] Professor für Medizin in Altdorf,
2. Johannes Christoph Busenreit (1582–1610), 1589 immatrikuliert in Altdorf,[75][76][77] erhielt 1595 eine Preismedaille der Universität, hielt 1597 eine akademische Rede,[78] später in Frankfurt an der Oder, 1604 immatrikuliert in Leiden,[79] 1608 Stammbucheinträger in Lyon, 1608 in Bourges,[80] 1609 immatrikuliert in Leiden und in Franeker („Pusereit“),[81][82] 1610 Beitrag zu einer Festschrift zur Hochzeit seiner Kusine Anna Maria Fürer von Haimendorf (1587/88–1639) mit Georg Tetzel von Sambach († 1632),[83] in Franeker nach einer nächtlichen Schlägerei mit Franciscus Gualteri (Frans Wouters) (1588–1638),[A 20] Sixtus Acronius (1588–1626)[A 21] und einigen anderen friesischen Studenten[84] an einer Kopfverletzung (ex capitis vulnere) verstorben,
3. Anna Maria Busereut (* 1584; † nach 1612), ⚭ 1612 Daniel (von) Oder (* um 1585/90; † 1650) aus Breslau, Sohn des Kaufmanns Balthasar Oder († nach 1583), 1583 geadelt, und der Magdalena Kaufmann von Lebenthal († 1591), Schwager des Breslauer Stadtphysicus Daniel Bucretius des Älteren (Daniel von Rindfleisch) (1562–1621)[85] und Nachkomme des Nürnberg-Breslauer Kaufmanns Lorenz III. Heugel (1449–1513), immatrikuliert 1605 in Frankfurt an der Oder und 1607 in Altdorf, 1630–1650 Ratskonsulent in Nürnberg,
4. Johannes Blasius Busereit (1585–1604), gefallen in Ober-Ungarn,
5. Juliana Busereit (*/† 1587),[86]
6. Margaretha Catherina Busenreuther (* 1588; † nach 1624), ⚭ um 1613 Aegidius Agricola, Sohn des Pfarrers Johannes Agricola (* 1546; † nach 1612), seit 1613 Professor für Rechtswissenschaft in Altdorf,
7. Johannes Bartholomäus Busereut (1589–1615), 1603 immatrikuliert in Altdorf, dort 1608 Eintrag in das Stammbuch des Johann Joachim Mendel von Steinfels (1590–1653)[87] zu Lintach und 1611 in das Stammbuch von Jacob Fetzer (1596–1634),[88] Disputationen in Altdorf 1611 unter Georg Queck (1561–1628)[89][90] und 1612 unter Konrad Rittershausen,[91] kam 1614 mit abgeschlossenem Studium nach Basel, um den „Lohn seines Fleißes“ zu empfangen, dort verstorben, von seinen Schwestern und Verwandten (seine beiden Brüder waren vor ihm gestorben) wurde ein Epitaph im Basler Münster gestiftet,[92]
8. Susanna Busenreit (* 1593; † nach 1627),[93] ⚭ 1612 Wolfgang Heinrich Ruprecht (1586–1623), Sohn von Georg Ruprecht (1552–1603) aus Schweinfurt und Margaretha Winckler (1557–1608), zunächst Anwalt, ab 1621 als Nachfolger des entlassenen Georg Pfannkuch (* um 1585; † nach 1621) gemeinschaftlicher Regierungsrat der Grafen Wolfgang Ernst (1578–1636) und Johann Dietrich von Löwenstein-Wertheim-Rochefort,[94] Eltern des Altdorfer Polyhistors Christoph Adam Ruprecht (1612–1647),[95]

⚭ II. 27. September 1602 mit Scholastika Zazer (* 1545/50; † 1607), Tochter von Hammer-Herr Hans Zotzer († 1549) von Güntersthal und Neuensorg und Catherina Holzschuher von Harrlach († 1563),

⚭ III. 17. Juli 1607 mit Ursula Held genannt Hagelsheimer, Witwe I. von Hanß Köler (Coler) und II. (⚭ 1588) von Losungsschreiber Wolff Pömer (1536–1601); 1588 bis 1602 hatte sie das städtische Amt der „Pflegerin über die fündel“ bekleidet, in dem ihr 1603 ihr Stiefsohn Jakob Pömer (1561–1607) als Findelpfleger folgte.
Johanns Bruder Karl Busereit (Busenreutter) der Ältere († 1618), genannt „der Schneider zum Bock unter den Hutern“, gehörte 1613 dem „Äußerem Rat“ und 1615 dem Inneren Rat der Stadt Nürnberg an. Er war verheiratet mit Margareta Seßler († 1606) und wurde ebenfalls auf dem Nürnberger Johannisfriedhof beigesetzt (Grab Nr. 341). Sein Sohn Jakob Bußereutt (1574–1640) war mit Magdalena Schmitter († 1632) verheiratet. Der Enkel „Johannes Carolus Busenreuth, Nor[imbergensis]“ immatrikulierte sich 1634 in Altdorf und wurde 1640 durch den Nürnberger Stadtadvokaten, kaiserlichen Rat und Comes palatinus Johannes Gabler († 1649) zum öffentlichen Notar ernannt, die Enkelin Margaretha Busenreuth (1607–1658) heiratete 1636 in Nürnberg Andreas Ammon (1604–1665).

## Werke (Auswahl)
- (unveröffentlichtes Manuskript; verschollen) Annotationes Doctiss. simul ac Clarissimi Humanissimique viri D. [= Bemerkungen zu dem äußerst gelehrten und zugleich überaus berühmten und kultivierten Mann, meinem Lehrer, Herrn] Hier. Wolfii praeceptoris mei, summa pietate mihi colendi, in orationes aliquot Isocratis. Sum Ioannis Buesenreitti Augustani[110]
- Historia Divi Nicolai, carmine elegiaco conscripta à Joanne Bvserevtio Augustano, mit einem Epigramma von Magister Johannes Maior (* um 1535; † 1615).[A 24][111] Augsburg 1570[112][110]
- Elegia Gratiarvm Actionis Ad Peritissimum atq[ue] eximium virum, D. D. Achilem Pyrminium Gasserum, Augustanae Repipublicae Archiatrum, in qua breuiter etiam ipsius Medicinae Encomion attingitur, scripta à Ioanne Bvserevtio Augustano. o. O. [Michael Manger, Augsburg] 1570
- (verschollen) Virtute amplificatur auctoritas. Gedenkblatt für Bartholomäus Vuelser.[113] Tübingen, 9. Februar 1575[11]
- Auspice et auxiliante Christo Optimo Maximo Conclusiones XLIIII. de societate ex tit. D. & C. pro Socio. Quas ex consensu, decreto, & autoritate amplißimi & excellentißimi Iuridici collegij, in celeberrima & inclyta Basiliensium Academia, pro solenni gradu in utroq[ue] iure consequendo, disputandas proposuit & defendit M. Iohannes Busereut, Augustanus, die VII. Martij, hora septima matutina, loco consueto. Eusebius Episcopius, Basel 1580 (Digitalisat der Universitätsbibliothek Basel)
- Oratio decani. Ioan. Bvserevt, IC (und die Prüfungsfragen:) Problema primum (Georg Pfaler), Problema secundum (Georg Glacian), Problema tertium (Georg Pulmar) und Gratiarum actio (Caspar Odontius). In: Johannes Busereut, Philipp Camerarius, Paul [Schede] Melissus: Solennitas & Actus Renunciationis, Et Promotionis, Qua In Schola Et Academia Altorfiana Noribergensium primò gradus, & honores Magisterii decernebantur, & conferebantur quatuor honestis & eruditis viris. Katharina Gerlach, Nürnberg 1581, Blätter 13–19, 27, 31, 38 und 45 (Digitalisat der Österreichischen Nationalbibliothek Wien), (Google-Books)
- Reformatio Papatus, Juxtà Confessionem Augustanam, Qua proponitur Romanorum Pontificum atquè Conciliorum Consensvs, cum Augustana Confessione, in Omnibvs Fidei Articulis. Opera & Studio Praeclari & celebris cuiusdam J[uris]C[onsul]ti, purae religionis, doctrinaeque orthodoxae, acerrimi assertoris & defensoris, quondam concinnata. Opus egregium … nunc primum, ex Augusta Hitzgeriana Bibliotheca prodit, hrsg. von Johann Arndt. Stern, Vogt, Goslar / Lüneburg 1621 (Digitalisat der Bayerischen Staatsbibliothek München)
- (mit Hugo Donellus und Hubert Giphanius) Consilium XXX[114] und Consilium XXXI.[115] In: Nikolaus Stein[116] (Hrsg.): Consiliorum illvstriorvm et celebriorvm ICC. et diversarvm academiarum, hoc tempore florentium, Bd. I. Wolfgang Richter, Frankfurt am Main 1603, S. 560–580 und 581–605 (Google-Books)
  - (erweitert wiederabgedruckt[117] als) Responsum LXXXXV,[118][119] Responsum CXI[115] und Responsum CXII.[114] In: Konrad Rittershausen (Hrsg.): Consilia sive responsa Altorfina de iure tributa in decades duodecim: Quarum quasi duae consiliis constant adoptivis. Claudius Marne, Hannover 1603, S. 593–596, 723–744 und S. 744–761 (Google-Books); vgl. Praefatio des Hrsg., unpaginiert
  - (wiederabgedruckt als) Responsum XCV,[119] Responsum CXI[115] und Responsum CXII.[114] In: Konrad Rittershausen, Andreas Dinner, Christian Leonhard Leucht (Hrsg.): Consilia sive responsa jvris Altdorfina. Michaellis & Adolphus, Nürnberg 1702, S. 271f, 328–337 und 337–344 (Google-Books) = Heinrich Linck, Christian Leonhard Leucht (Hrsg.): Consilia sive responsa jvris Altdorfina. Michaellis & Adolphus, Nürnberg 1702, S. 271f, 328–337 und 337–344 (Google-Books); 1704, S. 271f, 328–337 und 337–344 (Google-Books)
  - (teilweise wiederabgedruckt als) Hugo Donellus: Consilium Academiae Altorphinae nomine scriptum. De jure pascendi, & aliis juribus pluribus.[115] In: Hugo Donellus, Oswald Hilliger (Hrsg.): Opera omnia, Bd. VI. Joannes Riccominus, Lucca 1764, Sp. 1035–1060 (Google-Books) = Scipione Gentili: Opera omnia, in plures tomos distributa, Bd. VII. Johannes Gravier, Neapel 1768, S. 171–194 (Google-Books)

Vgl. auch die von Busereuth betreuten Dissertationen seiner Altdorfer Schüler, für die er die Thesenreihen aufstellte.